# Motore a getto preraffreddato
Il motore a getto preraffreddato è una soluzione studiata per raggiungere alte velocità con motori turbogetto che sfrutta il preraffreddamento dell'aria in ingresso immediatamente a valle della presa d'aria mediante uno scambiatore di calore raffreddato dal combustibile criogenico. Dopo aver sottratto calore all'aria mediante l'evaporazione nello scambiatore, il combustibile (in genere H2) viene bruciato in camera di combustione. Motori a getto preraffreddati non hanno ancora volato, ma, sulla carta, hanno una migliore efficienza e potrebbero raggiungere velocità pari a Mach 5,5. Uno dei primi progetti è stato descritto da Robert P. Carmichael nel 1955.
A differenza di un motore con ciclo ad aria liquefatta (LACE), il motore preraffreddato non liquefà l'aria ingerita, ma la raffredda solamente. Possibili applicazioni di turbojet preraffreddato sono il lanciatore ATREX, l'aereo ipersonico A2 o lo spazioplano Skylon con i suoi motori SABRE (Synergetic Air-Breathing Rocket Engine).

## Storia
Negli Stati Uniti un motore basato sul preraffreddamento dell'aria è stato proposto come parte del Project Suntan, un aereo alimentato ad idrogeno liquido . 
Nel 1955 Robert P. Carmichael ipotizzò diversi cicli termodinamici utilizzando l'idrogeno come combustibile.
L'interesse verso i motori preraffreddati riemerse negli anni ottanta quando Alan Bond disegnò un motore tipo LACE (il SATAN) che però non mirava a liquefare l'aria, ma solo a raffreddarla per sfruttare il miglioramento del ciclo termodinamico senza aumentare troppo la quantità di idrogeno necessario al raffreddamento.
Contemporaneamente, John Scott e Bob Parkinson della British Aerospace iniziavano a studiare un sistema di lancio riutilizzabile. I due gruppi di lavoro si incontrarono e nacque HOTOL che avrebbe dovuto usare la cellula progettata dalla BAe con una versione del motore di Bond, nota come RB545, sviluppata dalla Rolls Royce. Nel 1986 viene dato il via libera al progetto  con un finanziamento di 2 milioni di sterline. Nel 1989, però, il Governo tagliò i finanziamenti ed il progetto venne chiuso.
I principali progettisti continuarono lo sviluppo a loro spese, ma l'RB545 era stato nel frattempo classificato come Top-secret e di conseguenza non poteva essere più usato. A quel punto Bond sviluppò una nuova versione più avanzata, il SABRE. Nonostante le potenziali ricadute commerciali del progetto (la possibilità di avere un lanciatore SSTO riutilizzabile), non riuscirono ad attrarre grossi finanziatori. Pur se a velocità ridotta e con un parziale finanziamento da parte dell'Unione Europea il progetto LAPCAT continua per un velivolo ipersonico intercontinentale che permetta, ad esempio, di compiere la tratta Bruxelles-Sydney in 2-4 ore non-stop.

## Caratteristiche tecniche
In un turbogetto convenzionale, l'aria in ingresso viene rallentata (a velocità relativamente basse) da una presa d'aria in modo da permettere il funzionamento regolare del compressore. L'energia cinetica del flusso viene quindi trasformata in aumento di pressione (statica) e temperatura. Maggiore è la velocità di volo e maggiore sarà quindi il salto di temperatura secondo la relazione:
{\displaystyle T_{c}=T_{a}\left(1+{\frac {\gamma -1}{2}}M^{2}\right)}
dove
- Tc; Temperatura ingresso compressore
- Ta; Temperatura ambiente
- γ; cp/cv dell'aria in ingresso
  - cp; calore specifico del gas a pressione costante
  - cv; calore specifico del gas a volume costante
- M; Numero di Mach di volo

Il primo significativo vantaggio dell'introduzione di uno scambiatore di calore a valle della presa d'aria è che, per una data temperatura totale, c'è una significativa riduzione di temperatura di ingresso in camera di combustione. Dal momento che la temperatura massima in camera di combustione è fissata dai parametri costruttivi e proprietà del combustibile, una minore  temperatura di ingresso significa maggior salto entalpico e quindi maggior energia a disposizione del flusso per l'espansione in turbina e nell'ugello.
Un altro vantaggio è che il compressore ed il condotto a valle sono soggetti a temperature inferiori e possono quindi essere costruiti con leghe leggere. Ciò riduce di molto il peso del motore, con beneficio del rapporto spinta/peso.
Il preraffreddamento dell'aria permette anche una portata massica maggiore che, combinata con l'uso dell'idrogeno come combustibile, permette pressioni in camera di combustione maggiori a quote di servizio più elevate con camere di combustione più compatte rispetto ai motori che utilizzano idrocarburi convenzionali
Il combustibile tipicamente proposto per questi motori è l'idrogeno, dal momento che è liquido (a temperature criogeniche) ed ha un alto calore specifico e calore latente di evaporazione, superiore a quello dell'acqua.
Nel motore SABRE invece di usare direttamente l'idrogeno nello scambiatore viene interposto un ciclo chiuso con elio che, raffreddato dall'idrogeno diretto alla camera di combustione, a sua volta raffredda l'aria passando nello scambiatore. Questo consente di ridurre i problemi di infragilimento da idrogeno.
La bassa densità dell'idrogeno liquido ha anche effetti negativi sul resto del velivolo, aumentandone le dimensioni, pur se con pesi inferiori.
Un altro problema è che la quantità di idrogeno necessaria a raffreddare l'aria è superiore a quella necessaria in camera di combustione. Questo comporta la necessità di utilizzare l'eccesso di idrogeno in bruciatori ramjet intorno al motore preraffreddato centrale.

## Motore Scimitar

Modulo dello scambiatore di calore del motore Scimitar. Foto: ESA

Nessun motore a getto preraffreddato è mai stato provato in volo. Attualmente uno dei progetti più avanzati è quello che riguarda il motore Scimitar, derivato concettualmente dal motore SABRE e sviluppato dall'azienda britannica Reaction Engines Limited. Lo Scimitar è un turboramjet preraffreddato progettato per il velivolo da trasporto ipersonico A2. Lo scambiatore di calore è composto da sei segmenti ognuno composto di circa 70 moduli che, in condizioni di progetto, abbassano la temperatura di ingresso al compressore a 635 K. Condivide con il SABRE il ciclo ad elio che provvede al raffreddamento dello scambiatore e all'azionamento della turbina necessaria a muovere il compressore.